# Titanatemnus natalensis
Titanatemnus natalensis är en spindeldjursart som beskrevs av Beier 1932. Titanatemnus natalensis ingår i släktet Titanatemnus och familjen Atemnidae. Inga underarter finns listade i Catalogue of Life.